# Národní park Perito Moreno
Národní park Perito Moreno je chráněné území v Argentině. Nachází se v provincii Santa Cruz a jeho rozloha činí 1268 km². V parku je chladné klima, na západě vlhké a na východě suché. Založen byl roku 1937 a své jméno dostal podle objevitele Francisca „Perita“ Morena. V parku žije 24 druhů savců, přičemž nejohroženějším je kočka pampová. Oblast dále obývají lamy guanako, pumy, lišky patagonské či pásovci malí. Mezi ptáky patří sokol stěhovavý, potápka argentinská a husice andská.